# 腋動脈
在人類解剖學中，腋動脈（axillary artery）是一支粗大的動脈血管，介于第一肋骨外侧缘至背阔肌及大圆肌下缘之间。
腋动脉是锁骨下动脉的直接连续，且其下游也是直接连续肱动脉，即同一条动脉因人为界定而易名。腋动脉負責攜帶氧氣給胸腔外側、腋窩，及上肢。

## 構造
在人類解剖學上，通常以胸小肌為參考點，將腋動脈分為三部分：
- 第一部分：位於胸小肌內側面的部分。
- 第二部分：位於胸小肌後面的部分。
- 第三部分：位於胸小肌外側的部分[1]。

### 相關靜脈及動脈
腋動脈會與腋靜脈伴行，靜脈在內側，動脈在外側。
在腋窩中，腋動脈會被臂神經叢圍繞，而腋動脈的第二部分（胸小肌後方）則是臂神經叢的參考點。舉例來說，臂神經叢後索的命名即是因為它位於腋動脈後方。

### 分支
腋動脈擁有數個較小分支：
- 第一部分（1分支）
  - 上胸動脈
- 第二部分（2分支）
  - 胸肩峰動脈
  - 外胸動脈
- 第三部分（3分支）
  - 肩胛下動脈
  - 旋肱前動脈
  - 旋肱後動脈

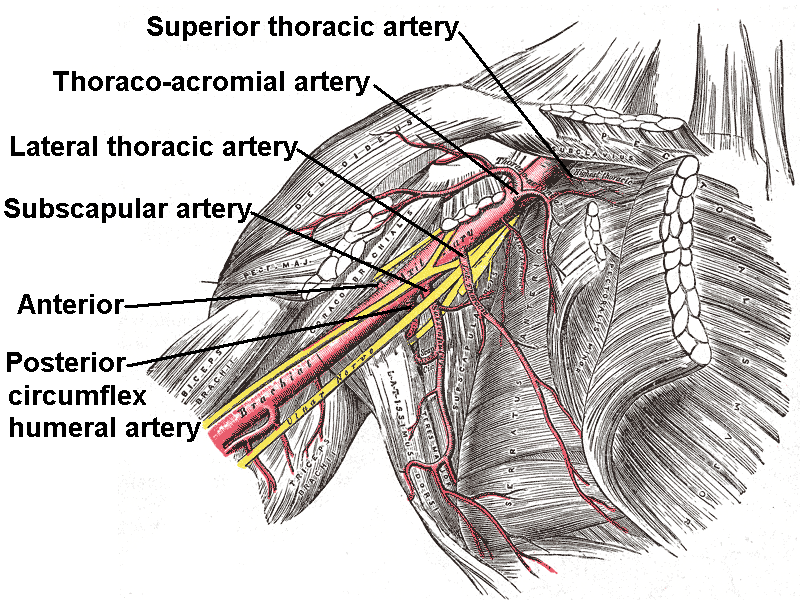
腋動脈的分支。

腋動脈在經過大圓肌後即改稱肱動脈。

## 臨床意義
臨床上，若手術須暫時中止腋動脈的血流，可將下肩胛動脈起點處及頭甲狀動脈幹起點之間的一段閉起，不致對手臂造成危害。肩胛動脈吻合可以位血流提供一條替代路徑。
右側腋動脈時常在心臟外科手術中作為留置導管的位置——腋动脉插管，特別是在主動脈剝離修復手術、升主動脈和主動脈弓置換手術中。

## 附加圖像

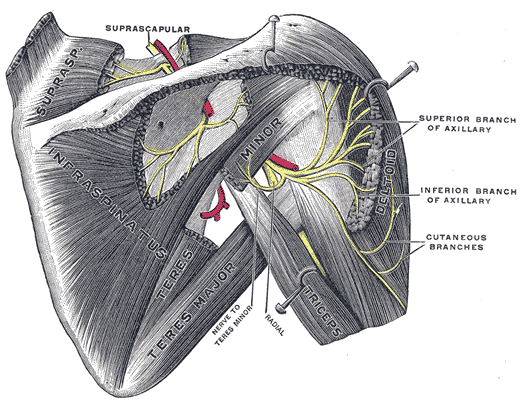
右侧肩胛上神经与腋神经，可见腋动脉，上面观
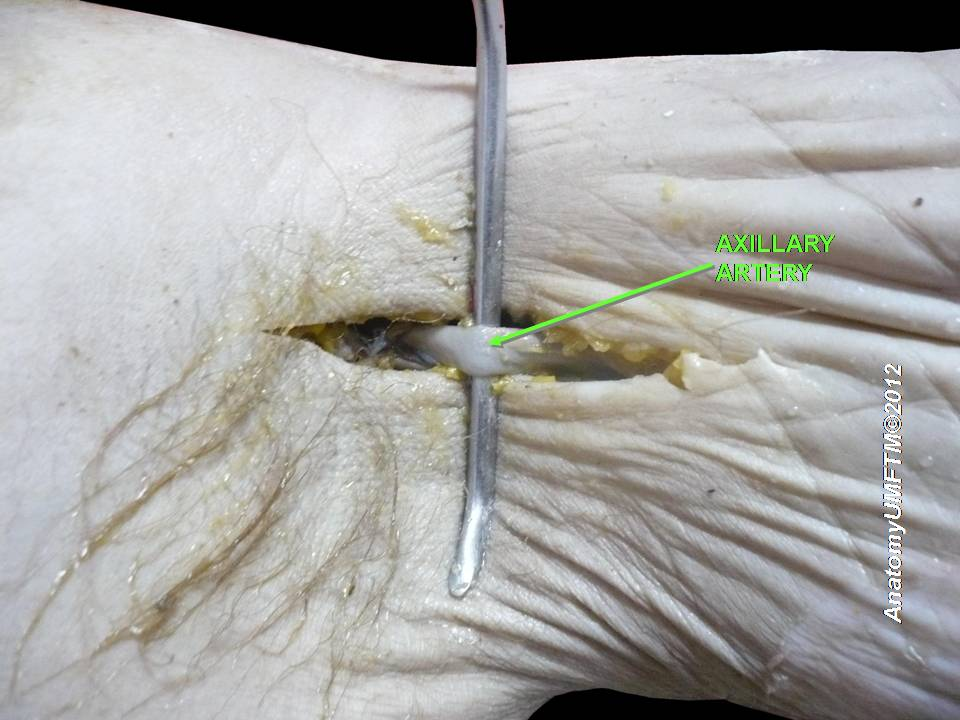
腋動脈，腋窝下面观
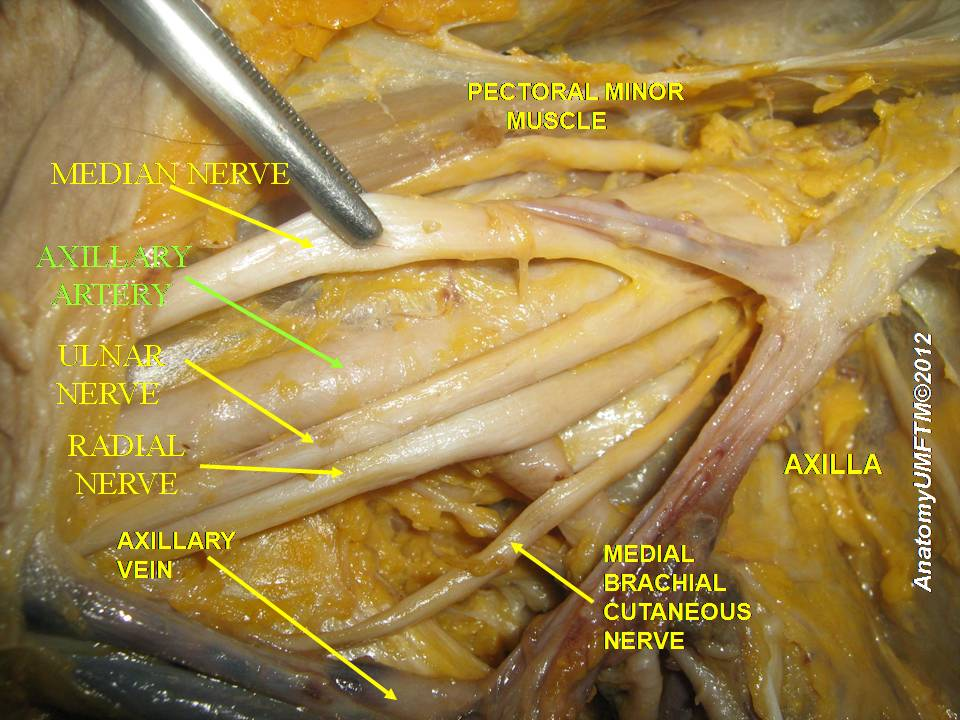
臂丛神经与腋动脉 (1)
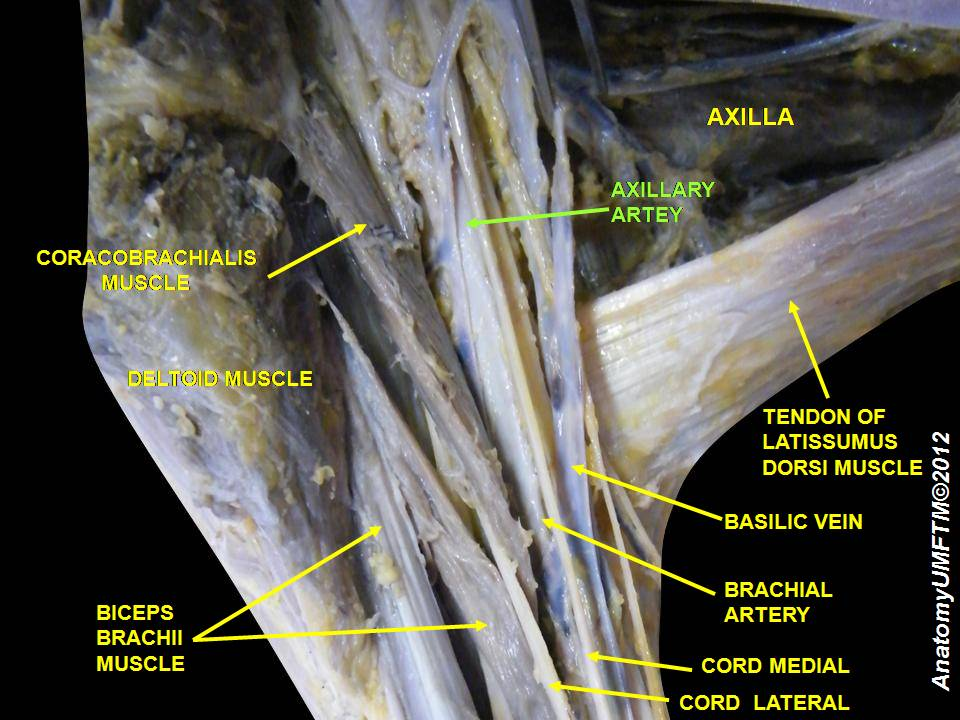
臂丛神经与腋动脉 (2)
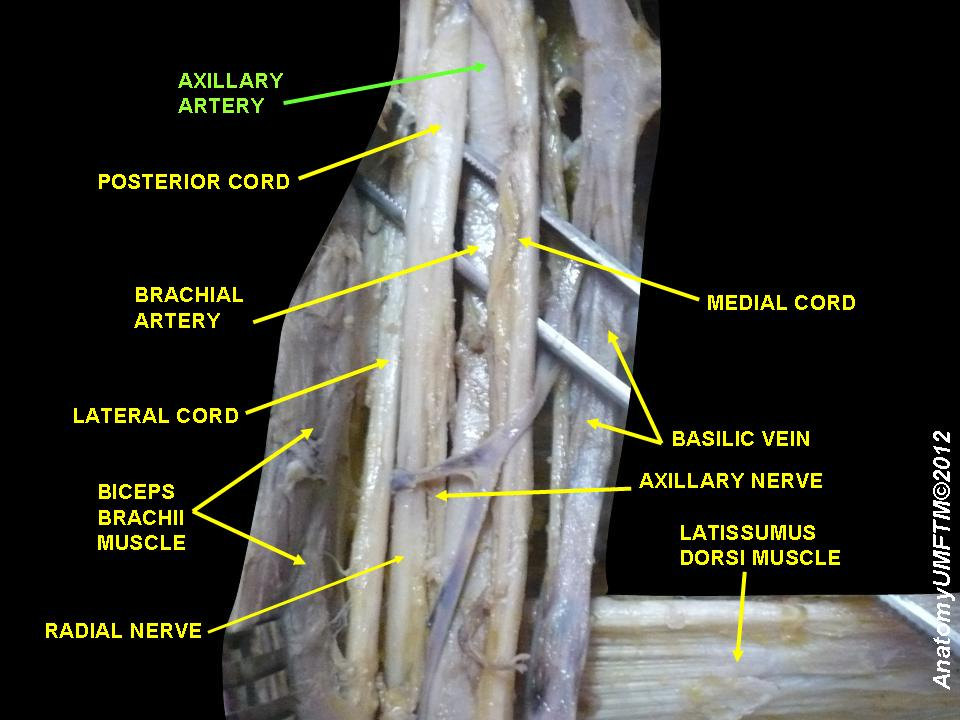
臂丛神经与腋动脉 (3)
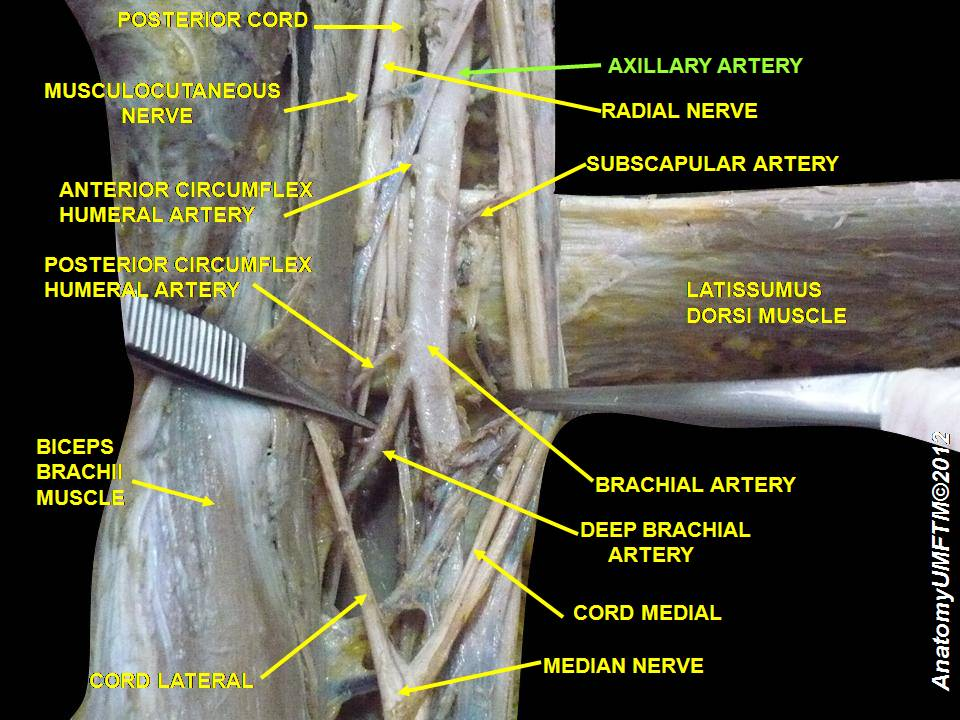
臂丛神经与腋动脉 (4)
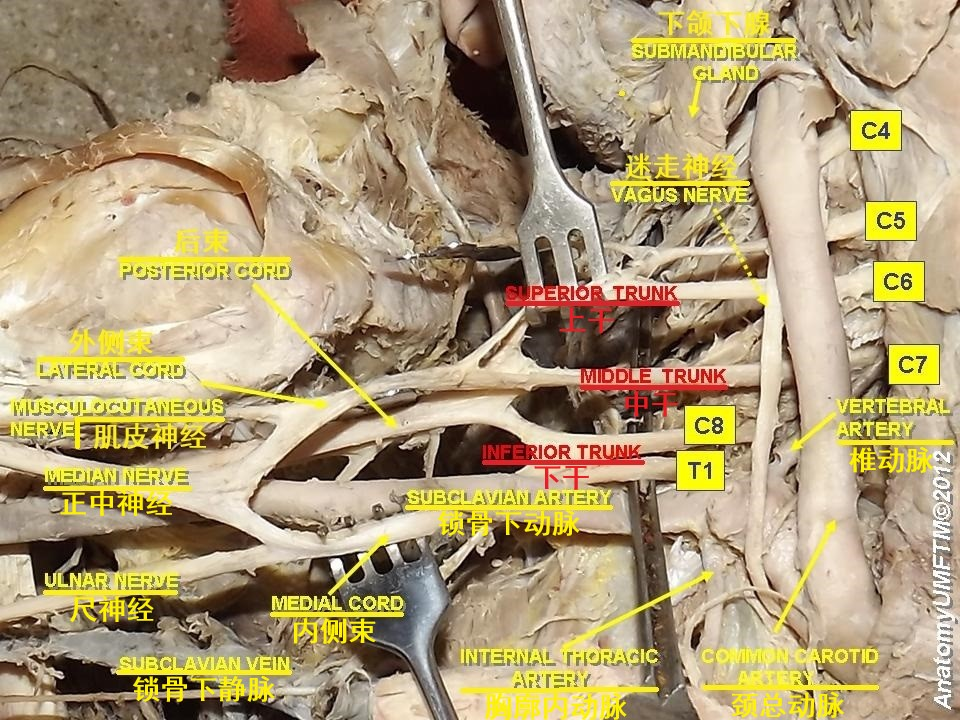
臂丛神经与腋动脉 (5)
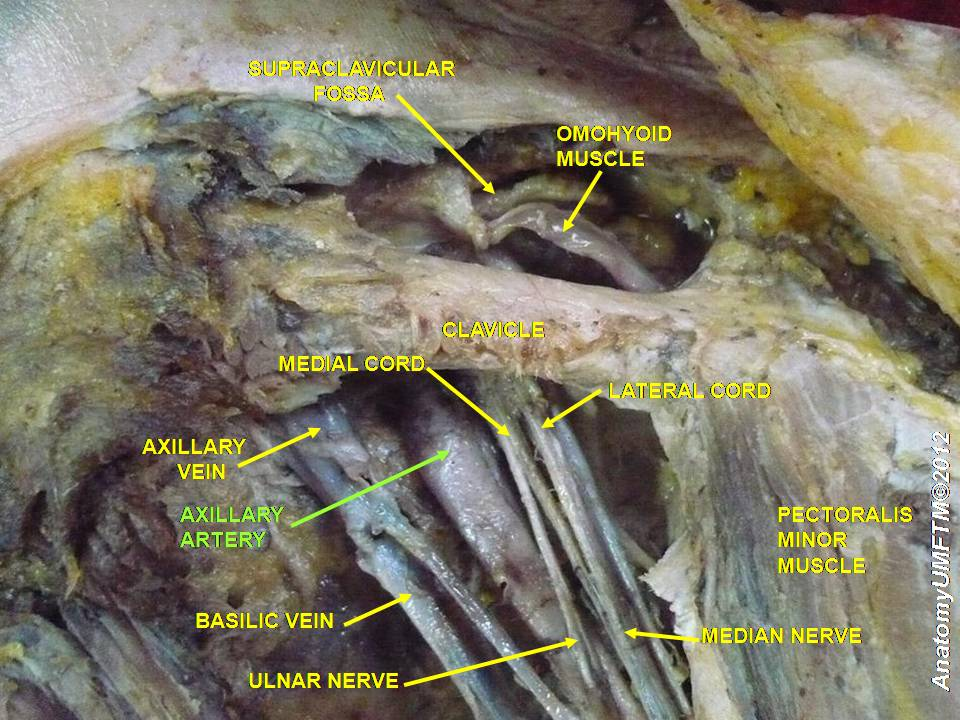
臂丛神经与腋动静脉

## 外部連結
- （英文）lesson3axillaryart&vein 在韦斯利诺曼的解剖课上（乔治城大学）
- 杜克大学医学中心整形外科計畫中的Axillary artery
- 人体解剖学在线（Human Anatomy Online）网站上的相关图片：05:06-0101 - "Axillary Region: Parts of the Axillary Artery"
- Anatomy figure: 05:04-01 at Human Anatomy Online, SUNY Downstate Medical Center - "The axillary artery and its major branches shown in relation to major landmarks."